# Tiefenbach (Fulda)
Der Tiefenbach ist ein etwa 4 km langer rechter Zufluss der Fulda in der Gemarkung von Altmorschen, einem Ortsteil der Gemeinde Morschen im nordhessischen Schwalm-Eder-Kreis.

## Verlauf
Der Bach entspringt etwa 3 km östlich von Altmorschen auf 315 m Höhe über NHN im Stölzinger Gebirge in einem Waldgebiet im Südosten des „Hirschbergs“ (335,6 m). Er fließt nach Südwesten und nimmt nach etwa 1 km Fließstrecke einen kleineren, von rechts kommenden Bach auf, der wenige hundert Meter weiter nördlich zu vier hintereinander gereihten Fischteichen aufgestaut ist. Etwa 300 m weiter südwestlich fließt ihm auf 240 m Höhe der von Osten, orographisch links, herankommernde Geidelbach zu.
Nach kurzer Nordwest- und Westschleife verläuft der Tiefenbach wieder nach Westsüdwesten, durch ein sich langsam weitendes Wiesental („Im Grund“), und nach rund 1,7 km unter der Bundesstraße 83 hindurch. Nach weiteren 200 m nimmt er südlich des Kapellbergs den kleinen, von Nordosten herankommenden „Dörnbach“ auf, ehe er wiederum 250 m weiter südwestlich die Bahnstrecke Bebra–Baunatal-Guntershausen („Friedrich-Wilhelms-Nordbahn“) unterquert. 600 m weiter südwestlich, nach Durchqueren der Wiesen und Felder in der Fuldaaue, mündet der Tiefenbach 2 km südlich von Altmorschen und 400 m nördlich des auf dem anderen Fulda-Ufer liegenden Morschener Ortsteils Konnefeld auf 175 m Höhe in die Fulda.